# Presidentvalet i USA 1948
Presidentvalet i USA 1948 hölls den 2 november 1948 över hela USA.
Valet stod mellan den sittande demokratiske presidenten Harry S. Truman, den republikanske guvernören i New York Thomas Dewey samt tredjepartskandidaten Strom Thurmond från utbrytarpartiet States' Rights Democratic Party, ett klassiskt konservativt utbrytarparti av demokrater från södern som ville försvara rassegregationen mot federala integrationssträvanden. Valet mest känt för Trumans överraskande seger då han ansågs som djupt impopulär och uträknad sedan långt tidigare vilket gjorde valresultatet till det mest oväntade i amerikansk historia. 
Tidningen Chicago Tribune hade redan före valresultatet offentliggjordes tryckt morgondagens tidning (den 3 november) vilken hade huvudrubriken "DEWEY DEFEATS TRUMAN" (Dewey besegrar Truman). Truman visade sig därefter ha vunnit med 49,6 % och 303 elektorsröster mot 45,1 % och 189 elektorsröster för Dewey samt 2,4 % och 39 elektorsröster för Strom Thurmond. Valet var det första under kalla kriget, men även medborgarrättsfrågor spelade en huvudroll i båda partiernas program.
Segern visade att republikanerna inte skulle återta den dominanta position som de haft före Franklin D. Roosevelts långa rad segrar år demokraterna. En viss normalisering skedde slutligen 1968, när Richard Nixon vann presidentvalet och inledde en period av huvudsakligen republikanskt styre. Tidigare, under perioden 1860 till 1932, hade endast två demokrater valts till presidentposten. Av segrarna under perioden 1932 till 1968 var endast Eisenhower republikan, med arvet från demokraterna som huvudsakligt program.

## Republikanernas nominering
Anmälda kandidater
- Thomas Dewey, guvernör från New York
- Harold Stassen, fd guvernör från Minnesota
- Douglas MacArthur, General of the Army från Arkansas
- Riley A. Bender, affärsman från Illinois
- Robert Taft, senator från Ohio
- Arthur H. Vandenberg, senator från Michigan
- Earl Warren, guvernör från Kalifornien
- Leverett Saltonstall, senator från Massachusetts
- Joseph William Martin, talman i representanthuset från Massachusetts
- Herbert E. Hitchcock, fd senator från South Dakota
- Edward Martin, fd guvernör från Pennsylvania

Republikanernas konvent
Robert Taft, tidigare kandidat 1940 och son till den före detta presidenten William Taft sågs som en favorit men sjönk kraftigt i opinionen efter sina kritiska uttalanden om Nürnbergrättegångarna, något som kritiserades hårt av inte minst Thomas Dewey. Deweys främsta utmanare blev därmed Harold Stassen, som emellertid hamnade efter i opinionen sedan han kommit med ett utspel om att vilja förbjuda USA:s kommunistparti, även det något som Dewey kritiserade hårt. Dewey vann nomineringen för andra gången i rad och valde Earl Warren som vicepresidentskandidat.

## Demokraternas nominering
Anmälda kandidater
- Henry Wallace, fd vicepresident från Iowa
- Harry S. Truman, USA:s president från Missouri
- Harley M. Kilgore, senator från West Virginia
- Richard Russell, senator från Georgia

Demokraternas konvent
Den sittande presidenten Harry S. Truman valdes till partiets presidentkandidat och han valde senator Alben W. Barkley som medkandidat.
Värt att notera är att både det Republikanska partiet och en del personer inom det Demokratiska partiet som var missnöjda med Truman försökte få den populäre generalen Dwight D. Eisenhower att ställa upp för deras parti. Eisenhower vägrade men han ställde upp 1952, då för republikanerna.
Dixiekraterna
Valet utlöste en hätsk strid inom demokraterna. Samtidigt som partiet började rasa i opinionsstöd efter ett oavbrutet maktinnehav sedan 1932 vidgades den spricka som sedan Thomas Jeffersons regering funnits mellan demokrater i nord- och sydstaterna. Under ett av huvudtalen på demokraternas konvent fällde senatorskandidaten Hubert Humphrey, från Minnesota den berömda repliken (The time has arrived in America for the Democratic Party to get out of the shadow of states' rights and walk forthrightly into the bright sunshine of human rights), motsvarande "Tiden är kommen i Amerika för det demokratiska partiet att lämna skuggmantrat 'Staternas rättigheter' och gå den raka vägen in i solskensmantrat 'mänskliga rättigheter'." Medborgarrätsfrågorna, som även spelade en ledande roll vid republikanernas konvent (New York hade under Dewey som första delstat infört förbud mot rasdiskriminering i arbetslivet) ledde till att en rad sydstatsdemokrater, under ledning av South Carolinas guvernör Strom Thurmond och Alabamas guvernör Fielding L. Wright ställde upp som kandidater för State's Rights Democratic Party, ett utbrytarparti ur demokrater i södern (dixie-crats) som sade nej till president Trumans federala försök att genomdriva ökade rättigheter för USA:s färgade. Thurmonds kandidatur misslyckades att påverka utgången av valet och vann endast i de fyra delstater där han erkändes som demokratisk presidentkandidat.
| Presidentkandidat | Partitillhörighet | Hemdelstat     | Röster     | Röster | Elektorsröster | Medkandidat        | Hemdelstat  |
| Presidentkandidat | Partitillhörighet | Hemdelstat     | Antal      | Andel  | Elektorsröster | Medkandidat        | Hemdelstat  |
| ----------------- | ----------------- | -------------- | ---------- | ------ | -------------- | ------------------ | ----------- |
| Harry S. Truman   | Demokrat          | Missouri       | 24,179,347 | 49,6 % | 303            | Alben W. Barkley   | Kentucky    |
| Thomas Dewey      | Republikan        | New York       | 21,991,292 | 45,1 % | 189            | Earl Warren        | Kalifornien |
| Strom Thurmond    | Dixiekrat         | South Carolina | 1,175,930  | 2,4 %  | 39             | Fielding L. Wright | Mississippi |
| Övriga            | Övriga            | Övriga         | 1,446,966  | 2,9 %  | 0              |                    |             |
| Totalt            | Totalt            | Totalt         | 48,793,535 | 100 %  | 531            |                    |             |